# Tindaria concentrica
Tindaria concentrica — вид двостулкових молюсків родини Tindariidae. Це морський демерсальний вид, що мешкає в антарктичних водах на півдні Атлантичного океану. Сягає завдовжки 2-4,3 мм.